# Антонио Ђаковић
Антонио Ђаковић (Цирих, 8. октобар 2002) швајцарски је пливач чија специјалност су трке слободним стилом. Светски је јуниорски првак из Казања 2019. у трци на 400 метара слободним стилом. 

## Спортска каријера
Ђаковић је рођен у граду Цириху у породици хрватских имиграната који су током рата у БиХ избегли у Швајцарску. Његов отац је пореклом из Тузле, а мајка из Херцеговине. Пливањем је почео да се бави веома рано, а прве велике успехе у базену постигао је на националном првенству за млађе категорије 2014. на коме је освојио неколико златних медаља. 
На међународној пливачкој сцени је дебитовао 2017. на Европском јуниорском првенству у Нетањи, да би у децембру исте године по први пут запливао и на сениорском Првенству континента у малим базенима у Копенхагену. Годину дана касније је представљао Швајцарску на Олимпијским играма младих у Буенос Ајресу, где је успео да се пласира у финала све три трке у којима се такмичио. 
Први значајнији успех у каријери остварио је на Светском јуниорском првенству које је одржано у руском Казању у лето 2019, а где је успео да освоји титулу светског јуниорског првака у трци на 400 метара слободним стилом. Ђаковић је на истом првенству освојио и бронзану медаљу у трци на 200 слободно, а пливао је још и у финалним тркама на 100 слободно и 4×200 метара слободно. 
На светским сениорским првенствима у великим базенима је дебитовао у корејском Квангџуу 2019, где је пливао у квалификационим тркама на 400 слободно (20. место), 4×100 слободно (19), 4×200 слободно (12) и 4×100 слободно микс (11. место).